# Ardisia furfuracella
Ardisia furfuracella är en viveväxtart som beskrevs av Paul Carpenter Standley. Ardisia furfuracella ingår i släktet Ardisia och familjen viveväxter. Inga underarter finns listade i Catalogue of Life.